# Hotson-Pferdespringer
Der Hotson-Pferdespringer (Scarturus hotsoni) ist ein in Zentralasien verbreitetes Nagetier in der Familie der Springmäuse. Er wurde, wie verschiedene andere Arten, bis in die späten 2010er Jahre in die Gattung Pferdespringer (Allactaga) eingeordnet.

## Unterarten und Verbreitung
Es wurden zwei Unterarten beschrieben.
- Scarturus hotsoni hotsoni lebt im östlichen Iran, im südwestlichen Afghanistan und südwestlichen Pakistan.
- Scarturus hotsoni firouzi ist aus der Provinz Isfahan im zentralen Iran bekannt, sie war zeitweilig als Art anerkannt.

## Merkmale
Diese mittelgroße Springmaus ist ohne Schwanz 97 bis 161 mm lang, die Schwanzlänge liegt bei 107 bis 220 mm und das Gewicht variiert zwischen 48 und 92 g. Die Hinterfüße sind 53 bis 62 mm lang, und die Ohren 38 bis 55 mm lang. Unterschiede zu anderen Gattungsmitgliedern bestehen vor allem in abweichenden Details des Schädels und in einer anderen Länge der Zahnreihe. Dunkel gelbbraunes oder leicht helleres Fell sind nur auf dem Rücken und am Kopf vorhanden. Alle anderen Körperteile sind mit weißem Fell bedeckt. Nur die Quaste am Schwanz hat einen recht langen schwarzen Bereich vor der weißen Spitze. Zusätzlich gibt es an den Zehen der Hinterfüße schwarze bis dunkelgraue Haare, die jedoch keine Büschel bilden. Der erste Prämolar im Oberkiefer ist recht klein und die Molaren haben moderat große Kronen. Außer den Geschlechtsorganen gibt es keine Unterschiede zwischen Weibchen und Männchen.

## Lebensweise
Der Hotson-Pferdespringer hält sich im Flach- und Bergland sowie auf Hochebenen zwischen 200 und 1500 Meter Höhe auf. Er bewohnt Wüsten mit Kies, Lehm und Felsen, Steppen, andere trockene Grasflächen und Strauchflächen. Sandige Regionen werden gemieden.
Die nachtaktiven Tiere ruhen am Tage in einem selbstgegrabenen Bau mit einem Hauptgang, der in 40 bis 60 cm Tiefe in einer Kammer mit einem Durchmesser von 12 bis 15 cm endet. Meist gibt es bis zu drei zusätzliche Fluchttunnel. Jeder Tunnel ist etwa 70 bis 110 cm lang. Im Winter kann der Hauptgang 360 cm lang sein und die Kammer liegt bis 85 cm tief. Wenn Weibchen nicht paarungsbereit sind, lebt jedes Exemplar einzeln. In Gefangenschaft wurden keine Aggressionen zwischen Artgenossen registriert. In menschlicher Obhut wurden Luzerne (Medicago sativa) und Fuchsschwanzgewächse gefressen. Das Fortpflanzungsverhalten der Art ist unbekannt.

## Gefährdung
Große Teile des Verbreitungsgebiets sind unwirtschaftlich für die Nutzung durch Menschen. Die Gesamtpopulation wird als groß eingeschätzt. Die IUCN listet den Hotson-Pferdespringer als nicht gefährdet (least concern).